# Corps franc Pommiès
Pour les articles homonymes, voir CFP.
Le corps franc Pommiès (CFP) est un corps franc pyrénéen fondé le 17 novembre 1942 par André Pommiès. Il opère dans toute la région Sud-Ouest après le parrainage de l'ORA proposé le 17 février 1943, une offre de subordination territoriale acceptée par André Pommiès. D'un point de vue opérationnel, le corps franc Pommiès relève directement du BCRA de Londres à partir de septembre 1943, avec lequel André Pommiès est en liaison directe par radio,. En 1944, les effectifs du CFP s'élèvent à près de 9 000 hommes répartis sur tout le territoire du Sud-Ouest de la France.

## Présentation
André Pommiès avait le grade de capitaine lorsqu'il fonde le CFP. Ce corps franc est majoritairement constitué de volontaires originaires du Sud-Ouest de la France, dont quelques militaires d’active ou de réserve, mais aussi de quelques jeunes volontaires italiens et espagnols.

### Organisation initiale

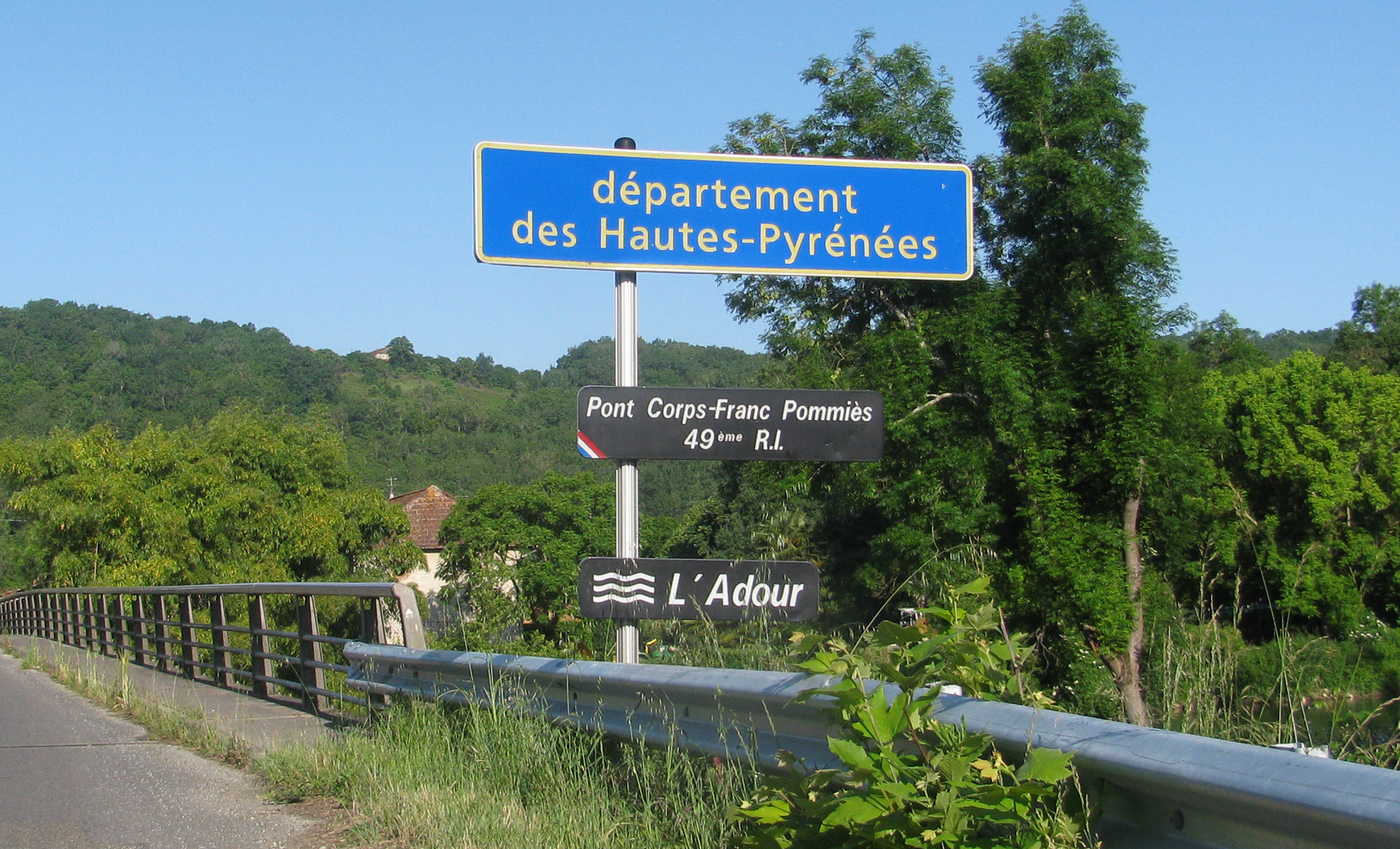
Panneaux signalant l'entrée dans les Hautes-Pyrénées, le passage de l'Adour et l'action du corps franc Pommiès.

En février 1943, le CFP est commandé par André Pommiès assisté du capitaine du Temple de Rougemont, chef d'état-major. Il comprend quatre groupements :
- Sud-Ouest (Landes, Hautes et Basses-Pyrénées) sous les ordres du capitaine Benomy ;
- Sud-Est (Haute-Garonne, Ariège) sous les ordres du capitaine Barry ;
- Centre (Gers)  sous les ordres du capitaine de Neuchèze ;
- Nord-Est (Lot, Lot-et-Garonne) dont le chef sera nommé ultérieurement.

## Chronologie

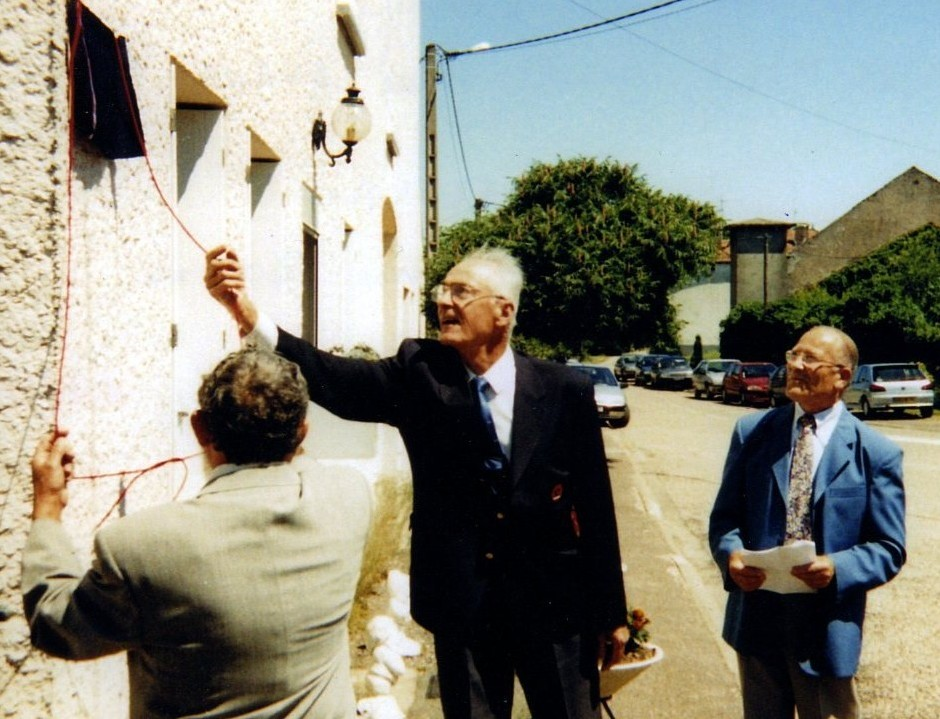
Le 17 juin 2000, à Molay, hommage rendu à Jean Valnet, membre des corps francs Pommiès

Du 17 novembre 1942 au 5 juin 1944, c'est la clandestinité et le maquis. Le harcèlement va jusqu'à la chasse à la Gestapo et à ses séides. La région toulousaine est transformée, de bonne heure, en no-man's land pour les unités de répression nazies. Des actions marquantes sont menées jusqu'à la lutte à visage découvert.
- Le 15 avril 1944 : sabotage de l'usine Hispano-Suiza de Soues dans les Hautes-Pyrénées avec des membres de la 35e brigade des FTP MOI, communistes qui ont commencé le combat dès 1941, et de l'AS[3], sous le commandement du lieutenant Francis Pottier devenu général de brigade par la suite.
- Le 6 juin 1944, le commandement français de Londres donne l'ordre de passer à l'insurrection générale ; les quelque 3 000 combattants du CFP déclenchent une guérilla contre l’armée allemande ; l’insurrection générale est lancée sous l’autorité du colonel Ravanel, commandant de Libération-Sud pour le sud-ouest, qui sera dès la victoire écarté par le gouvernement provisoire par crainte de l'installation d'un gouvernement communiste.
- Jusqu'à août 1944, se déroulent les combats pour la Libération.
- De septembre 1944 à février 1945 : Libération d'Autun, bataille des Vosges et d'Alsace.
- Le 10 février 1945, après le regroupement dans la région de Saulxures, Cornimont, le corps franc Pommiès cesse de vivre comme unité FFI pour devenir le 49e régiment d’infanterie, ancien régiment de Bayonne et à ce titre continuer son épopée jusqu'en Allemagne[5].
- Le 3 avril, franchissement du Rhin, à Spire, puis marche sur Stuttgart.
- Le 4 avril, le 3e bataillon s'empare de la ville stratégique d'Eppingen.
- Du 14 au 22 avril, Bataille de Stuttgart[6].
- Le 8 juillet 1945, les Américains relèvent le régiment qui quitte Stuttgart.
- Le 49e RI est le premier régiment français à occuper Berlin et le 8 mai 1946 il défile avec les Alliés pour le premier anniversaire de la paix retrouvée.

## Les corps franc Pommiès

### Le bataillon d'Agen

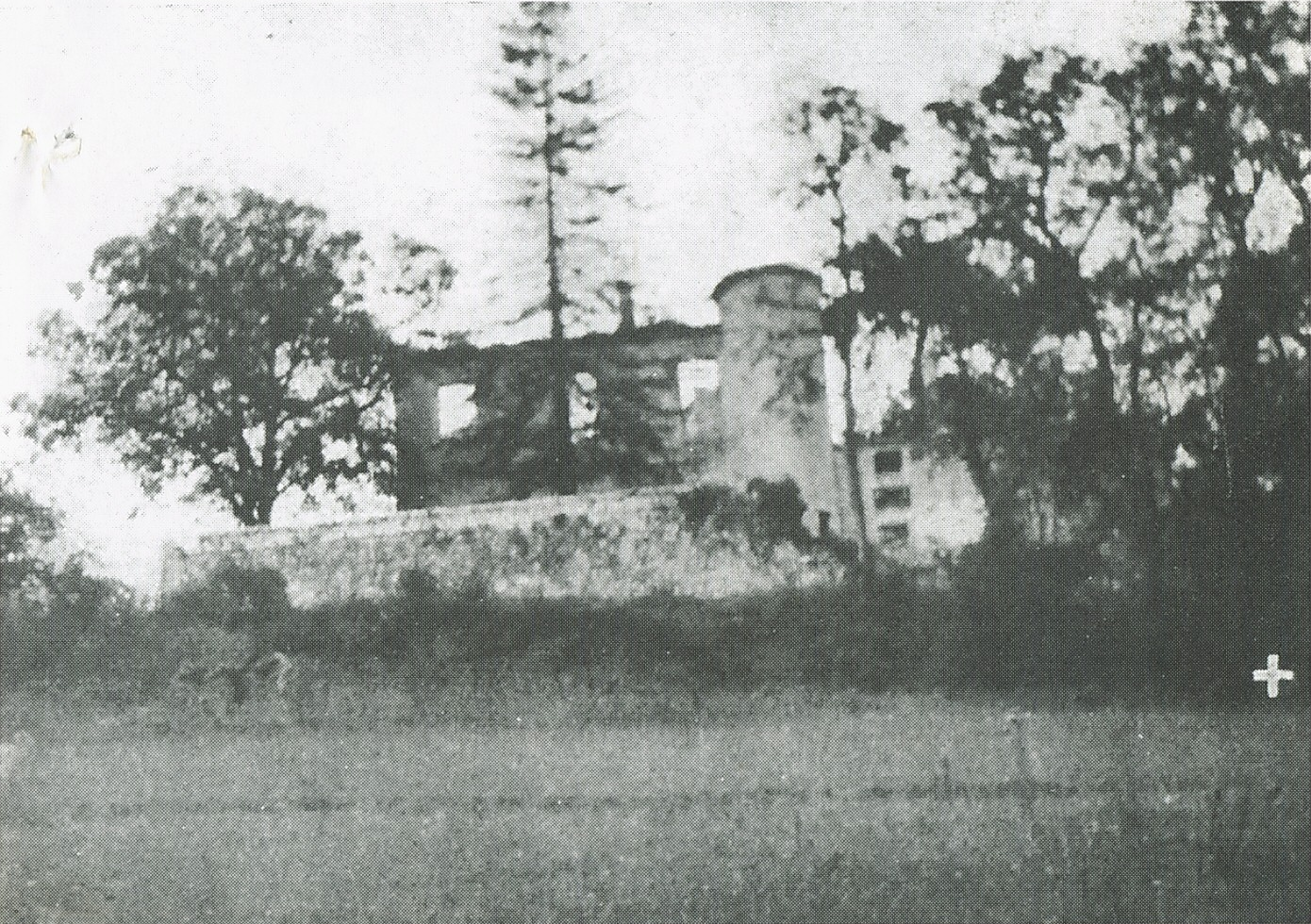
Château de Laclotte, PC provisoire de la compagnie Streiff au lendemain du débarquement.

Le corps franc Pommiès disposait d'un bataillon à Agen confié à Michel Ribourt, alias Riche, par Désiré Ernst alias « Marion Blanc », chef du groupement Nord-Ouest. 
Ce bataillon comprenait trois compagnies, dont celle d'Alfred Streiff alias Fred, réfugié lorrain né à Morhange, pour la partie sud-est d'Agen.

#### La compagnie Streiff
La compagnie Streiff sera confrontée à des événements dramatiques le lendemain du débarquement au château de Laclotte, sur la commune de Castelculier, puis à Saint-Pierre-de-Clairac. Elle comprenait trois sections, chacune ayant pour nom celui de leur chef local.

##### Les sections Guichard et Mazeau
Plusieurs noms de résistants sont cités dans les dossiers des archives départementales de Lot-et-Garonne, parmi lesquels les lorrains Félix Barbier, Paul Denis, André Fougerousse, Paul Esch, Charles Fenot et son frère Hubert, le corse Blasi, l'agenais Mazeau, l'alsacien Charles Goerig.

##### La section Mainguet
Maurice Mainguet est le chef local de ce groupe. Originaire de Paris, il vivait à  Saint-Pierre-de-Clairac. Son  adjoint, Marcel Juteau, est un réfugié de la Mayenne.